# Maromme
Maromme és un municipi francès situat al departament del Sena Marítim i a la regió de Normandia. L'any 2007 tenia 11.819 habitants.

## Demografia

### Població
El 2007 la població de fet de Maromme era d'11.819 persones. Hi havia 5.215 famílies de les quals 1.947 eren unipersonals (610 homes vivint sols i 1.337 dones vivint soles), 1.312 parelles sense fills, 1.334 parelles amb fills i 622 famílies monoparentals amb fills.
La població ha evolucionat segons el següent gràfic:
Habitants censats

### Habitatges
El 2007 hi havia 5.571 habitatges, 5.342 eren l'habitatge principal de la família, 23 eren segones residències i 206 estaven desocupats. 1.679 eren cases i 3.861 eren apartaments. Dels 5.342 habitatges principals, 1.940 estaven ocupats pels seus propietaris, 3.337 estaven llogats i ocupats pels llogaters i 65 estaven cedits a títol gratuït; 332 tenien una cambra, 469 en tenien dues, 1.678 en tenien tres, 1.760 en tenien quatre i 1.103 en tenien cinc o més. 2.692 habitatges disposaven pel capbaix d'una plaça de pàrquing. A 2.747 habitatges hi havia un automòbil i a 1.291 n'hi havia dos o més.

### Piràmide de població
La piràmide de població per edats i sexe el 2009 era:
| Homes | Edats   | Dones |
| ----- | ------- | ----- |
| 5     | 95 o +  | 27    |
| 8     | 90 a 94 | 36    |
| 68    | 85 a 89 | 115   |
| 65    | 80 a 84 | 166   |
| 149   | 75 a 79 | 258   |
| 222   | 70 a 74 | 297   |
| 221   | 65 a 69 | 321   |
| 235   | 60 a 64 | 292   |
| 200   | 55 a 59 | 234   |
| 368   | 50 a 54 | 416   |
| 392   | 45 a 49 | 377   |
| 410   | 40 a 44 | 455   |
| 451   | 35 a 39 | 499   |
| 475   | 30 a 34 | 494   |
| 587   | 25 a 29 | 530   |
| 334   | 20 a 24 | 387   |
| 440   | 15 a 19 | 419   |
| 483   | 10 a 14 | 379   |
| 433   | 5 a 9   | 306   |
| 367   | 0 a 4   | 302   |

## Economia
El 2007 la població en edat de treballar era de 7.505 persones, 5.377 eren actives i 2.128 eren inactives. De les 5.377 persones actives 4.602 estaven ocupades (2.372 homes i 2.230 dones) i 775 estaven aturades (326 homes i 449 dones). De les 2.128 persones inactives 617 estaven jubilades, 794 estaven estudiant i 717 estaven classificades com a «altres inactius».

### Ingressos
El 2009 a Maromme hi havia 5.223 unitats fiscals que integraven 11.135 persones, la mediana anual d'ingressos fiscals per persona era de 15.854 €.

### Activitats econòmiques
Dels 395 establiments que hi havia el 2007, 4 eren d'empreses extractives, 15 d'empreses alimentàries, 2 d'empreses de fabricació de material elèctric, 1 d'una empresa de fabricació d'elements pel transport, 19 d'empreses de fabricació d'altres productes industrials, 36 d'empreses de construcció, 89 d'empreses de comerç i reparació d'automòbils, 12 d'empreses de transport, 21 d'empreses d'hostatgeria i restauració, 6 d'empreses d'informació i comunicació, 32 d'empreses financeres, 13 d'empreses immobiliàries, 56 d'empreses de serveis, 61 d'entitats de l'administració pública i 28 d'empreses classificades com a «altres activitats de serveis».
Dels 91 establiments de servei als particulars que hi havia el 2009, 1 era una comissaria de policia, 1 oficina d'administració d'Hisenda pública, 1 oficina del servei públic d'ocupació, 2 oficines de correu, 7 oficines bancàries, 2 funeràries, 7 tallers de reparació d'automòbils i de material agrícola, 2 autoescoles, 3 paletes, 8 guixaires pintors, 6 fusteries, 10 lampisteries, 3 electricistes, 4 empreses de construcció, 12 perruqueries, 13 restaurants, 4 agències immobiliàries, 4 tintoreries i 1 saló de bellesa.
Dels 37 establiments comercials que hi havia el 2009, 1 era, 1 un hipermercat, 4 botiges de menys de 120 m², 7 fleques, 5 carnisseries, 1 una botiga de congelats, 4 llibreries, 5 botigues de roba, 1 una botiga de roba, 1 una botiga d'equipament de la llar, 2 botigues d'electrodomèstics, 1 una botiga de mobles i 4 floristeries.

## Equipaments sanitaris i escolars
El 2009 hi havia 1 psiquiàtric, 1 centre de salut, 6 farmàcies i 1 ambulància.
El 2009 hi havia 4 escoles maternals i 4 escoles elementals. A Maromme hi havia 1 col·legi d'educació secundària i 2 liceus tecnològics. Als col·legis d'educació secundària hi havia 632 alumnes i als liceus tecnològics 913.

## Poblacions més properes
El següent diagrama mostra les poblacions més properes.